# 奥埃
奥埃（法語：Ohey，法語發音：[ɔɛ]）是比利时瓦隆大区那慕爾省那慕爾區的一个市镇，东与列日省接壤，通行法语，是比利时法语社群的一部分，面积56.62平方千米，人口5,090人（2018年1月1日）。

## 文化
在奥埃曾挖掘出一块被称为“魔鬼石”（Pierre du Diable）的巨石，其被确认为是史前立石，可追溯到公元前两千至三千年前。在它的附近发现了许多其它考古文物。市民、议会和市政府决定把它重新树立在它被发现的地方。